# Wochtoga
Wochtoga (russisch Во́хтога) ist eine Siedlung städtischen Typs in der Oblast Wologda mit 6375 Einwohnern (Stand 14. Oktober 2010).

## Geographie
Wochtoga liegt etwa 80 Kilometer südöstlich des Oblastverwaltungszentrums Wologda und 7 km von der Grenze zur Oblast Kostroma am linken Ufer der Wochtoschka, die einige Kilometer nordwestlich in den rechten Suchona-Zufluss Lescha mündet.
Die Siedlung gehört zum Rajon Grjasowezki und befindet sich knapp 50 km östlich von dessen Verwaltungszentrum Grjasowez. Sie ist Sitz der Stadtgemeinde Wochtoschskoje gorodskoje posselenije, zu der neben der Siedlung 48 weitere – in nordöstlicher Richtung bis zu 50 km entfernte – Ortschaften gehören. Davon haben nur sieben mehr als 100 Einwohner: die Siedlung (possjolok) Wostrogski (gut 40 km nordnordöstlich), der Weiler (chutor) Glubokoje (südwestlich an Wochtoga anschließend) sowie die Dörfer Aksjonowo (4 km nordwestlich), Demjanowo (11 km nordöstlich), Tarassowo (südlich anschließend), Tschuchariza (nordwestlich anschließend) und Wochtoga (6 km südlich). 14 weitere Ortschaften haben mindestens 10 Einwohner, 10 Orte unter 10 und 17 Orte keine ständigen Einwohner (Stand 2010).

## Geschichte
Die Siedlung geht auf das südlich gelegene, 1678 erstmals urkundlich erwähnte gleichnamige Dorf zurück. Die Bezeichnung ist finno-ugrischer Herkunft, aber in der Bedeutung nicht eindeutig geklärt; sie bezieht sich möglicherweise auf das Wort für „Bär“ (beispielsweise owto im Ersjanischen), oder aber in der Form ucht-/wocht- verbreitet für Portagen, hier zwischen der Wochtoschka und Lescha im Flusssystem der Nördlichen Dwina und der etwa 10 km östlich fließenden Monsa im Einzugsbereich der Wolga.
Ab 1902 wurde in der Nähe die Eisenbahnstrecke von Sankt Petersburg über Wologda nach Wjatka (heute Kirow) vorbeigeführt. Die gesamte Strecke ging 1906 in Betrieb, und um die dort eröffnete Bahnstation Wochtoga wuchs eine Siedlung. 1933 wurde der Bahnhof zum Ausgangspunkt der Monsa-Eisenbahn, einer Strecke zur Erschließung der ausgedehnten Waldgebiete nördlich und nordöstlich des Ortes. In der Folge entstanden beim Ort ein großes holzverarbeitendes Werk und andere Betriebe. Seit 10. Februar 1960 besitzt Wochtoga den Status einer Siedlung städtischen Typs.

### Bevölkerungsentwicklung
| Jahr | Einwohner |
| ---- | --------- |
| 1970 | 4395      |
| 1979 | 6772      |
| 1989 | 7623      |
| 2002 | 7247      |
| 2010 | 6375      |

Anmerkung: Volkszählungsdaten

## Verkehr

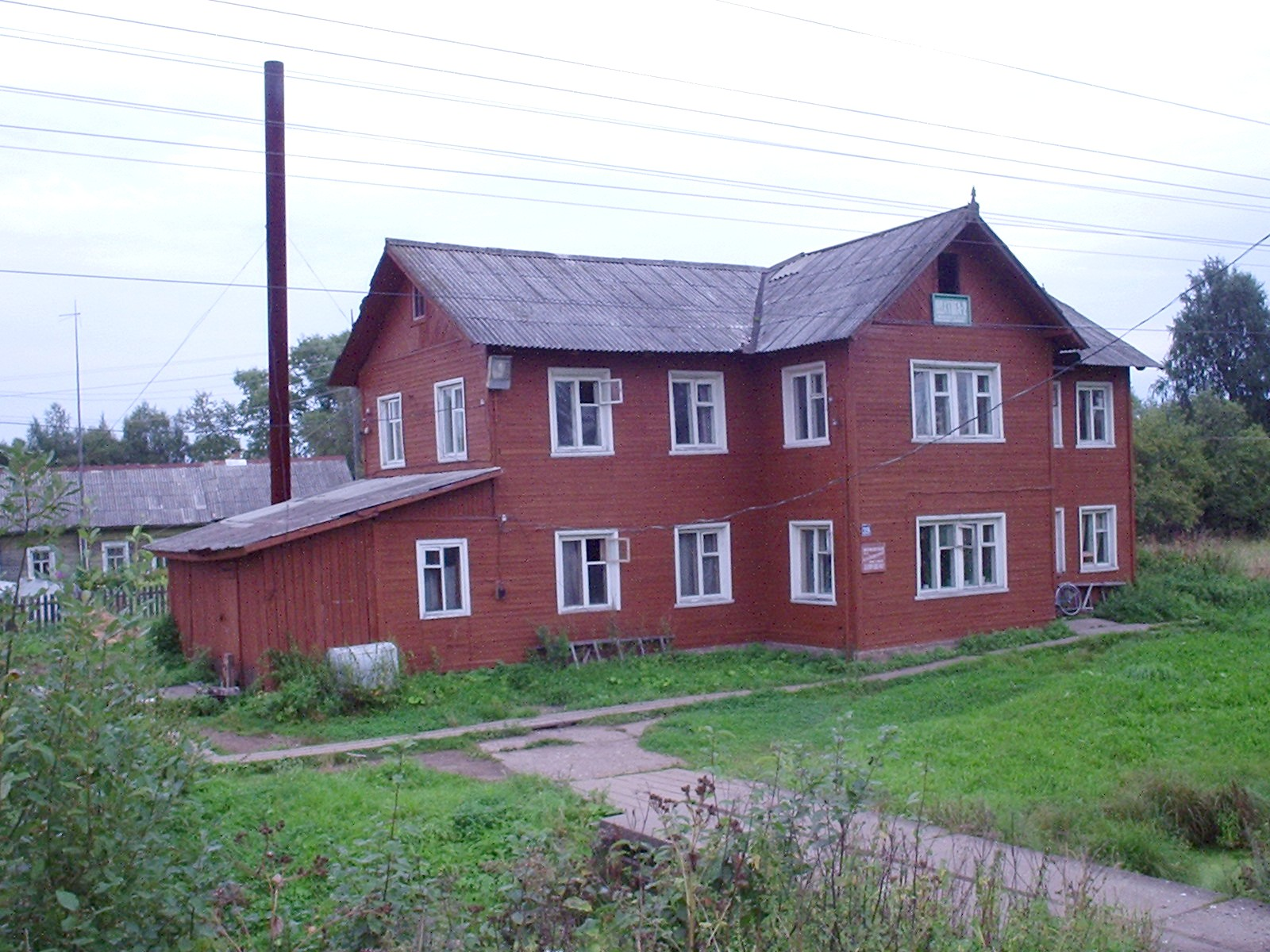
Bahnhof Wochtoga-2

Wochtoga besitzt einen Bahnhof bei Kilometer 678 der Strecke Sankt Petersburg – Wologda – Bui. Dort zweigt die nicht dem Verkehrsministerium unterstellte, aber doch auch auf Teilabschnitten dem öffentlichen Personenverkehr und hauptsächlich dem Güterverkehr dienende, ebenfalls breitspurige Monsa-Eisenbahn (Monsenskaja schelesnaja doroga), benannt nach dem Fluss; deren Bahnhof wird als Wochtoga-2 bezeichnet. Das Streckennetz entstand zwischen 1933 und 1992, in Teilstücken zunächst schmalspurig, jedoch wurden auch diese bis Ende der 1950er-Jahre auf Breitspur umgebaut. Die 238 km lange Hauptstrecke führt bis zur Station Kema, etwa 50 westlich von Nikolsk (die letzten 84 km ab Ida sind seit etwa 2010 außer Betrieb); Zweigstrecken führen nach Wostrogski (Station Kamenka) und Soligalitsch.
Straßenverbindung besteht über die Regionalstraße 19N-009 ins Rajonzentrum Grjasowez, wo Anschluss an die föderale Fernstraße M8 Cholmogory von Moskau über Wologda nach Archangelsk besteht. Nach Nordosten führt die Straße von Wochtoga weiter zunächst als 19N-007 bis Demjanowo.